# Ernesto de Sajonia
Ernesto (Meißen, 25 de marzo de 1441-Colditz, 26 de agosto de 1486) fue un noble alemán, príncipe elector de Sajonia (1464-1486), duque de Sajonia-Wittenberg (1464-1486), landgrave de Turingia (1464-1485) y margrave de la marca de Meissen (1464-1485). Es conocido más que todo por ser el fundador de la línea ernestina que junto con la línea albertina son las dos ramas principales de la Casa de Wettin.

## Biografía
Era hijo de Federico II de Sajonia el Apacible y Margarita de Austria. 
Gobernó junto a su hermano Alberto III el Osado, los territorios de los Wettin hasta que en enero de 1485 se repartieron los feudos en la llamada división de Leipzig. Ernesto conservó el Electorado de Sajonia, fijando su capital en Wittenberg. También en su lote estaba Pleissnerland —la llanura en torno a Altemburgo—, la parte sur de Turingia —Weimar, Eisenach y Coburgo— con el título de landgrave, y Vogtland (Plauen). Aunque murió poco tiempo después de la división, sus descendientes conservaron estos territorios —territorios de la línea ernestina——.
Ernesto es protagonista con su hermano en 1455 de un curioso episodio de la historia alemana, el Altenburger Prinzenraub, literalmente el «rapto de los príncipes de Altemburgo», llevado a cabo por el caballero Kunz de Kaufungen que reclamaba al duque Federico II de Sajonia el Apacible, la suma de 4000 florines (gulden) en pago por su ayuda en la «guerra fratricida sajona».
Fue un duque benevolente preocupado por el bienestar de su país, al que otorgó una constitución, por la que el parlamento sajón podía decidir en contra del duque sobre las declaraciones de guerra y los tratados de paz. Murió joven —45 años— a consecuencia de un accidente mientras montaba a caballo, tras 20 años de gobierno.

## Matrimonio y descendencia
En Leipzig, el 19 de noviembre de 1460 Ernesto se casó con Isabel de Baviera. Tuvieron siete hijos: 
1. Cristina (25 de diciembre de 1461-8 de diciembre de 1521), se casó el 6 de septiembre de 1478 con el rey Juan I de Dinamarca
2. Federico III el Prudente, (17 de enero de 1463-5 de mayo de 1525)
3. Ernesto II de Sajonia (26 de junio de 1464-3 de agosto de 1513), arzobispo de Magdeburgo (1476-1480), obispo de Halberstadt (1480-1513)
4. Adalberto (8 de mayo de 1467-1 de mayo de 1484), Administrador de Maguncia)
5. Juan el Constante, (30 de junio de 1468-16 de agosto de 1532)
6. Margarita (4 de agosto de 1469-7 de diciembre de 1528), se casó el 27 de febrero de 1487 con Enrique I de Brunswick-Luneburgo
7. Wolfgang (c. 1473- c. 1478).

| Predecesor: Federico II | Elector de Sajonia 1464-1486 | Sucesor: Federico III |